# Куэтсъярви
Куэтсъя́рви (устар. Куэтс-ярви, фин. Kuotsjärvi, колтта-саам. Guoššjäuʹrr) — пресное озеро в Мурманской области в северно-западной части Кольского полуострова.

## География
Озеро расположено в крайней северо-западной части Мурманской области в северной части Печенгского района в 2-3 километрах к востоку от российско-норвежской границы. Лежит на высоте 21,4 метра над уровнем моря.
Относится к бассейну Баренцева моря, связывается с ним через протоку, соединяющую Куэтсъярви с соседним озером Сальмиярви, которое, в свою очередь, связано с Баренцевым морем рекой Паз. Лежит в холмистой, покрытой лесом, местами заболоченной местности. Высота окрестных возвышенностей достигает 340 метров, самые крупные из них: Теппанонвари (145,8 метров), Оршоайви (342,4 метра), Малланвара (175,5 метров) и Хингаслахденвари (284,3 метра).
С запада к озеру прилегает несколько заболоченных участков. Берега покрыты сосново-берёзовым лесом с высотой деревьев до 8 метров.

## Описание
Площадь Куэтсъярви составляет 17 км², это 40-е по размеру озеру Мурманской области. Длина береговой линии — около 42 километров.
Озеро имеет вытянутую с юго-запада на северо-восток форму длиной около 15 километров и шириной до 2,5 километра (в среднем 1 километр). Основная часть озера вытянута с юго-юго-запада на северо-северо-восток и имеет длину 11,5 километра. В северной части озеро меняет своё направление на северо-восток и сужается, образуя залив Питкялуокко длиной около 5 километров и шириной до 1,2 километра. Берега пологие, неровные, с большим количеством мысов, в основном не имеющих названий, за исключением мыса Хапаниеми, вдающегося в озеро с севера.
У южного берега — небольшие участки песчаных отмелей. На территории озера лежит несколько небольших пологих островов, самый крупный из которых — Хаутасари, лежит в южной части Куэтсъярви и имеет не более 200 метров в длину.
В северо-восточную оконечность залива Питкялуокко впадает река Кувернериниоки, с юга — река Шуонийоки, а с востока — Колосйоки. Кроме того, множество небольших безымянных порожистых ручьёв впадает в озеро с окрестных возвышенностей. В западной части Куэтсъярви находится широкая (0,2-0,8 километра) протока длиной около 2,5 километра, соединяющая его с лежащим на западе озером Сальмиярви, по центральной части которого проходит российско-норвежская граница.
Кроме Сальмиярви вокруг Куэтсъярви расположено несколько других, более мелких озёр, самые крупные из которых: Ламалампи — в 500 метрах к западу (соединено с Куэтсъярви протокой), Контирьярви — в 1,6 километрах к северо-западу, Марккинаярви — в 650 метрах к северу (соединено с Куэтсъярви протокой), Пиени-Куйваярви — в 3,5 километрах к северу, Куйваярви — в 3,2 километрах к северу, озёра Ахвенъярвет — в 3,3 километрах к северу, озёра Пайстиккалаярвет — в 4,8 километрах к северо-востоку по реке Кувернериниоки, Лучломполо — в 3,5 километрах к востоку, озёра Онтеринъярвит — в 4 километрах к востоку, Великямиянъярви — в 3,9 километрах к востоку, Эриярви — в 3,5 километрах к востоку, Песчаное — в 5,25 километрах к юго-востоку, Теппанаярви — в 1,7 километрах к западу и Пиккуярви — в 1,4 километрах к западу.

## Инфраструктура
Куэтсъярви расположено в относительно сильно урбанизированной части Мурманской области. На восточном берегу озера в районе устья реки Колосйоки находится посёлок городского типа Никель — административный центр Печенгского района. Кроме того, на западном берегу Куэтсъярви, в месте, где из озера выходит протока, соединяющая его с озером Салмиярви, находится посёлок Салмиярви.
Вдоль южного и западного побережья озера, местами прилегая к нему вплотную, пролегает российская автодорога 47К-089, с севера — федеральная трасса Р21. От южного побережья озера начинается отвилка автодороги 47К-092 в направлении к посёлку Приречный.
В связи с близким расположением озера к крупным населённым пунктам Печенгского района, оно часто используется для проведения соревнований по водным и ледовым видам спорта, таким, как автогонки по льду и парусные регаты.

## Экология
Экологическое состояние озера в последние годы вызывает опасение у учёных-экологов. Проведённый в 2007 году анализ вод в протоке, соединяющей Куэтсъярви с Салмиярви, показал повышенное содержание меди и никеля, что предположительно связано с поступлением загрязнённой сточными водами комбината «Печенганикель» реки Колосйоки.